# Distretto di Zuunmod
Il distretto di Zuunmod è uno dei ventisette distretti (sum) in cui è suddivisa la provincia del Tôv, in Mongolia. Conta una popolazione di 1.483 abitanti (censimento 2007). 